# (3501) Олегия
(3501) Олегия (лат. Olegiya) — типичный астероид главного пояса, открыт 18 августа 1971 года советским астрономом Тамарой Смирновой в Крымской астрофизической обсерватории и 1 сентября 1993 года назван в честь советского и российского астронома Олега Коротцева.

## Обнаружение и именование
(3501) Олегия
Открыт 18 августа 1971 года в Научном Т. М. Смирновой.
Назван в честь члена Астрономо-геодезического общества с 1946 года Олега Николаевича Коротцева (1922— ) — известного санкт-петербургского популяризатора астрономических знаний, особенно о малых планетах и кометах. Является автором ряда астрономических книг.
Оригинальный текст (англ.)3501 Olegiya
Discovered 1971-08-18 by Smirnova, T. at Nauchnyj.
Named in honor of Oleg Nikolaevich Korottsev (1922— ), a member of the Astronomical-Geodetical Society since 1946 and a well-known St. Petersburg popularizer of astronomical knowledge, especially on minor planets and comets. He is the author of a number of astronomical books.
Источники: DISCOVERY.DB; M.P.C. 22498.

## Орбита

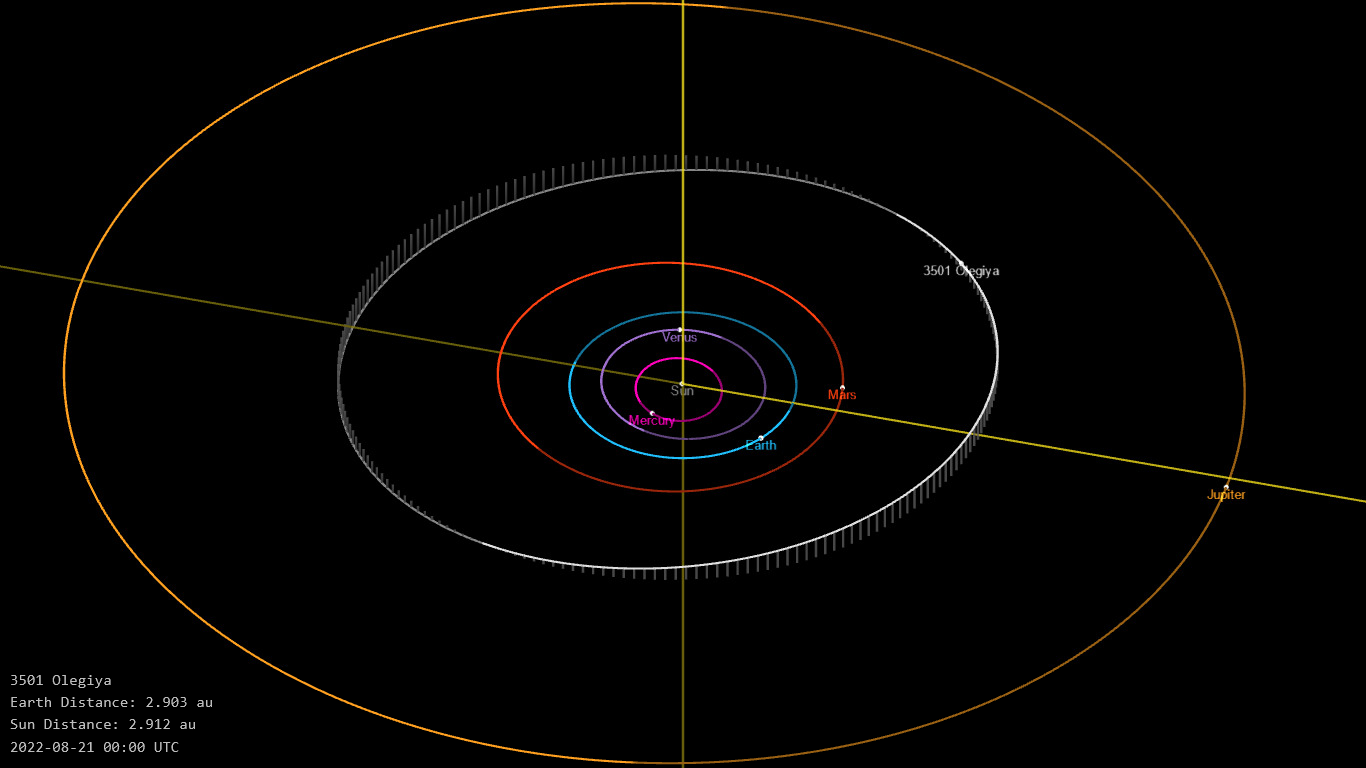
Орбита астероида Олегия и его положение в Солнечной системе

## Физические характеристики
Астероид относится к таксономическому классу C.
По результатам наблюдений в инфракрасном диапазоне орбитальной обсерватории IRAS и спутника Akari и наблюдений в видимом и ближнем инфракрасном диапазоне космического телескопа NEOWISE диаметр астероида сначала оценивался равным 20,81±1,7 км, позже — 25,558±0,103 км, 25,79±0,42 км и 22,446±0,114 км. Согласно тем же источникам альбедо оценивается как 0,0935±0,018, 0,0621±0,0084, 0,063±0,002 и 0,100±0,025.